# 五十日足彦命
五十日足彦命（いかたらしひこのみこと：紀）は、古墳時代の皇族。第11代垂仁天皇の皇子。越国（現在の北陸地方）の開発に尽力したとされる。『古事記』には五十日帯日子王（いかたらしひこのみこ）。

## 系譜
- 祖父：崇神天皇・御間城入彦五十瓊殖（みまきいりひこいにえ）
- 父：垂仁天皇・活目入彦五十狭茅（いくめいりひこいさち）
- 子：健忍別命 - 五十嵐氏、石田氏、山守部氏、春日山氏等の祖
- 子：穂狭久良命 - 高志池氏の祖

### 同母兄弟
生母は山背大国不遅の娘の苅幡戸辺（かりはたとべ）あるいは丹波道主王の娘の薊瓊入媛（あざみにいりひめ）。
『日本書紀』によると、垂仁妃・苅幡戸辺の子。
- 兄：祖別命
- 本人：五十日足彦命
- 弟：胆武別命

『古事記』によると、垂仁妃・苅羽田刀弁の子。
- 兄：落別王
- 本人：五十日帯日子王
- 弟：伊登志別王

『先代旧事本紀』によると、垂仁妃・薊瓊入媛の子。
- 兄：池速別命
- 兄：五十速石別命
- 本人：五十日足彦命

『丹哥府志』によると、垂仁妃・薊瓊入姫の子。
- 兄：速石別・・・・・・与謝板並速石里より貢を奉る。
- 兄：五十建速石別・・・与謝稲浦より貢を奉る。
- 本人：五十日足彦・・・・与謝五十日の里より貢を奉る。

### 異母兄弟
垂仁天皇#系譜を参照

## 後裔

### 石田君
垂仁紀によると五十日足彦命は、石田君の祖とされる。

### 春日山君、高志池君、春日部君
垂仁記によると五十日帯日子王は、春日の山君、高志の池君、春日部の君の祖とされる。

### 山公
『新撰姓氏録』によると和泉国の皇別・山公は、五十日足彦別命の後裔とされる。

### 山守氏
『新撰姓氏録』によると摂津国の皇別・山守は、五十日足彦命の後裔だとされる。

### 石井氏
敦賀市三島の八幡神社（主祭神譽田別尊）は五十日足彦命を石田大神（石田君の祖）として石田神社（式内社・越前国敦賀郡）に奉祀するのを前身とし、現在の八幡神社の氏人と社家の石井家の祖とされる。

### 五十嵐氏
五十嵐神社（新潟県三条市、式内社・越後国蒲原郡「伊加良志神社」）は五十日足彦命の埋葬地とされる。五十嵐氏の祖。五十嵐川も五十日足彦命の名に因んだものとされる。

### 五十日真黒人
五十日足彦の子孫で丹波国与謝の長者。三重長者。市辺押磐皇子の子の億計・弘計の二王子を匿った人物で、現在の京丹後市大宮町五十河（いかが）に居住したとされる。

## 歿地・墓
- 五十嵐神社の伝承では歿地は飯田村で、新潟県三条市の五十嵐神社の社域が陵墓とされ、碑が建てられている。
- 五十君神社（上越市、式内社・越後国頸城郡）の伝承では歿地は高志八岐村（上越市三和区所山田）であり、大賀・不盡の二臣が留まり御霊を奉祀したのが神社の創建とされる[6]。

## 五十日足彦命を祭神とする神社
- 伊加奈志神社：式内社・伊予国越智郡。愛媛県今治市五十嵐字上ノ山甲634
- 五十嵐神社：式内社・越後国蒲原郡「伊加良志神社」。新潟県三条市大字飯田2383
- 五十君神社：式内社・越後国頸城郡。新潟県上越市三和区所山田字鳥居場550
- 石田神社：式内社・山城国久世郡「石田神社」。京都府八幡市岩田茶屋ノ前75
- 春日神社：式内社・越前国坂井郡「石田神社」。福井県鯖江市石田上町 44-1
- 滓上神社：式内社・加賀国能美郡。石川県小松市中海町リ2
- 八幡神社：式内社・越前国敦賀郡「石田神社」。福井県敦賀市三島字八幡6